# Congostrina
Congostrina es un municipio y localidad española de la provincia de Guadalajara, en la comunidad autónoma de Castilla-La Mancha. El término municipal tiene una población de 17 habitantes (INE 2024).

## Historia
En la localidad hay una iglesia parroquial bajo la advocación de la Asunción de Nuestra Señora. Fue construida en el siglo XVI sobre las ruinas de una iglesia anterior.
Hacia mediados del siglo XIX, el lugar tenía contabilizada una población de 220 habitantes. La localidad aparece descrita en el sexto volumen del Diccionario geográfico-estadístico-histórico de España y sus posesiones de Ultramar de Pascual Madoz de la siguiente manera:

CONGOSTRINA: l. con ayunt. en la prov. de Guadalajara (8 leg.), part. jud. de Atienza (3), aud. terr. de Madrid (18), c. g. de Castilla la Nueva, dióc. de Sigúenza (5): sit. en la pendiente de un cerro, sobre terreno pedregoso, y combatido principalmente por los vientos N. y O., su clima es frio, y las enfermedades mas frecuentes, las agudas, reumas, pulmonias y fluxiones á las muelas: tiene 80 casas, escuela de instruccion primaria concurrida por 33 alumnos de ambos sexos á cargo de un maestro, sacristan y secretario de ayunt., dotado con 50 fan. de trigo por los tres conceptos; una fuente de buen agua que aunque gruesa, aprovecha el vecindario para beber y demas usos domésticos, y una igl. parr. (la Asuncion de Ntra. Sra.), matriz de la de Alcorlo, servida por un cura de provision real y ordinaria: confina el térm. N. Hiendelencina; E. Palmaces; S. La Tova y O. Alcorlo; dentro de él se encuentran 2 fuentes y una ermita (La Soledad): el terreno participa de sierra y llano, este de buena calidad, y aquel arenoso y flojo, todo de secano; comprende un monte poblado de encina y una deh. boyal. caminos: los locales y los que dirigen á Jadraque, Atienza y Madrid. correo se recibe y despacha en la estafeta de Jadraque á donde cada uno acude á recogerlo. prod.: trigo, centeno, cebada, patatas, melones y sandias; algo de uva y también se encuentran indicios de minas de hierro argentífero, cobre y plomo; cria ganado lanar, cabrio, vacuno y mular; caza de liebres, conejos y perdices. ind.: la agrícola. comercio: esportacion de frutos sobrantes y ganados, é importacion de los art. que faltan. pobl.: 63 vec, 220 alm. cap. prod.: 881,120 rs. imp.: 78,400. contr.: 3,694: el presupuesto municipal es alterable y se cubre con reparto vecinal.
(Madoz, 1847, p. 564)

Durante la guerra civil española, en el municipio estuvieron acuarteladas tropas "moras" del Cuerpo de Ejército Marroquí y soldados italianos. El pueblo es mencionado en el primer párrafo del libro El Jarama, de Rafael Sánchez Ferlosio.

## Demografía
Congostrina cuenta con una población de 17 habitantes (INE 2024).
| Gráfica de evolución demográfica de Congostrina entre 1842 y 2021                                                   |
| |
| Población de derecho según los censos de población del INE Población de hecho según los censos de población del INE |

| 1991 |  | 1996 |  | 2001 |  | 2004 |  | 2007 |  | 2013 |  | 2015 |
| ---- |  | ---- |  | ---- |  | ---- |  | ---- |  | ---- |  | ---- |
| 55   |  | 43   |  | 41   |  | 48   |  | 53   |  | 26   |  | 21   |